# Liodon
Liodon is een dubieus geslacht van uitgestorven mosasauriërs uit het Laat-Krijt, bekend van fragmentarische fossielen ontdekt in St James' Pit, Engeland en mogelijk ook het Ouled Abdoun Basin in Marokko. Hoewel twijfelachtig en met onzekere fylogenetische affiniteiten, was Liodon historisch gezien een zeer belangrijk taxon in de mosasauriërsystematiek, omdat het een van de geslachten was waarop de familie Mosasauridae was gebaseerd.

## Geschiedenis
Liodon anceps werd voor het eerst beschreven in 1841 als Leiodon anceps door Richard Owen, slechts gebaseerd op twee tandfragmenten en een klein deel van het corresponderende kaakbot ontdekt in Essex, Engeland, holotype BMNH 41639. De naam Leiodon is afgeleid van het Griekse leios ('glad') en -odoon ('tand'), wat samen 'gladde tand' betekent als verwijzing het gladde en gepolijste oppervlak van de fossiele tanden. De soortaanduiding anceps betekent 'tweesnijdend', verwijzend naar de carinae (snijranden) aan zowel de voor- als achterkant (mesiaal en distaal) van de tanden. In 1845 merkte Owen op dat de tanden die hij aan Leiodon had toegewezen meer deden denken aan die van Mosasaurus dan enig ander reptiel en in 1851 plaatste hij beide geslachten in de nieuwe groep Natantia binnen de onderorde Lacertilia.

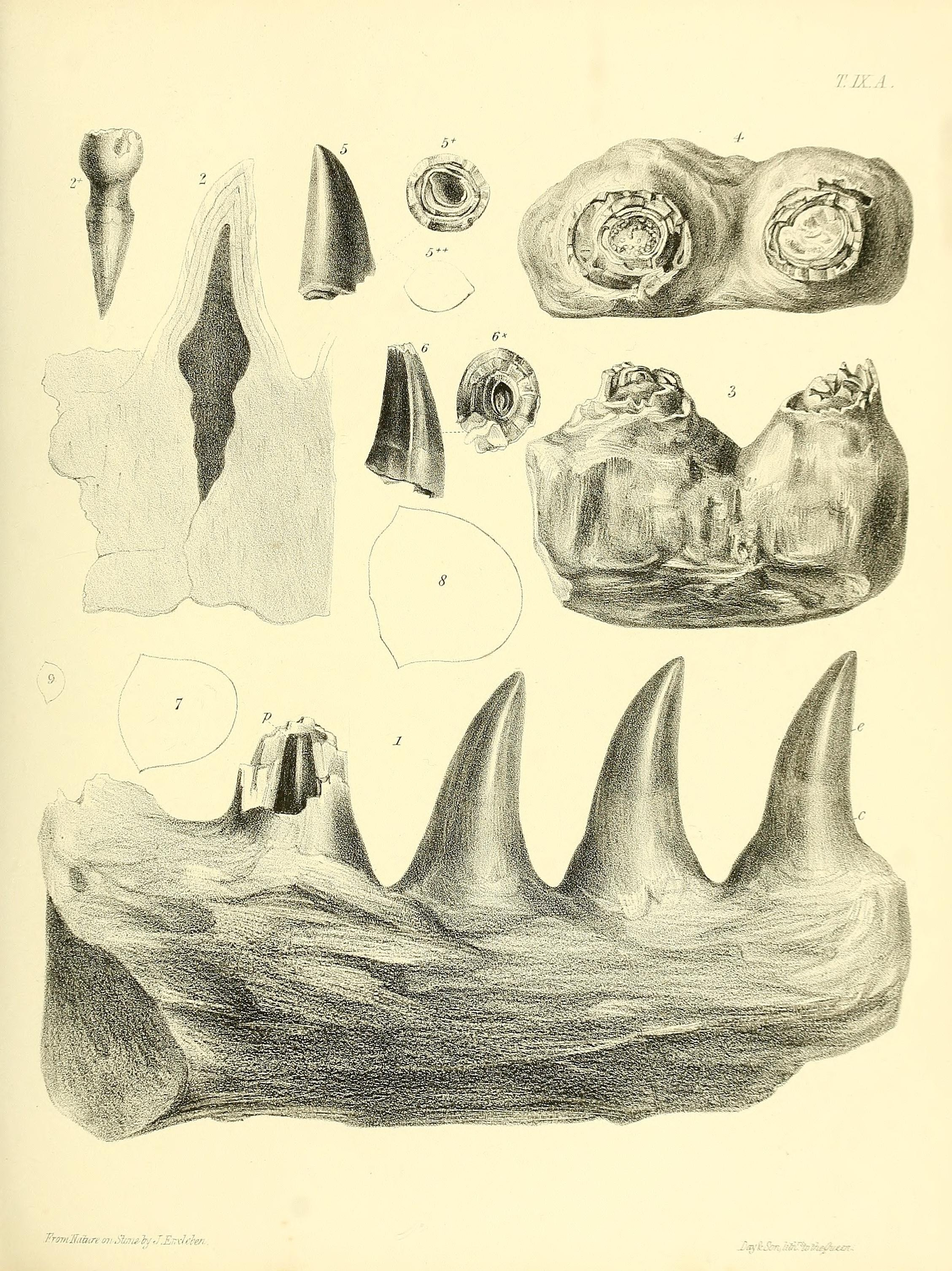
De door Owen beschreven fossielen

In 1846 merkte Louis Agassiz op dat de geslachtsnaam Leiodon al bezet werd door de vis Leiodon (beschreven in 1839 door Swanson) en veranderde bijgevolg de spelling in Liodon, wat dezelfde betekenis heeft. In 1853 was Liodon een van de oorspronkelijke geslachten die door Paul Gervais in de definitie van de familie Mosasauridae waren opgenomen. De andere geslachten die aanvankelijk in de familie waren opgenomen, waren Mosasaurus, Onchosaurus (later erkend als een batoïde vis), Oplosaurus (een sauropode dinosauriër), Macrosaurus (een historisch mosasauriër 'prullenbaktaxon') en Geosaurus (een thalattosuchide crocodyliform).
In de loop van de late negentiende eeuw werden meer soorten van Liodon beschreven. Naast materiaal dat later aan Tylosaurus werd toegewezen, waren de drie meest duurzame soorten die aan Liodon werden toegewezen Liodon sectorius in 1871, Liodon mosasauroides (holotype MNHN 1891-14) en Liodon compressidens (holotype MNHN AC 1875-575) in 1892. Deze soorten waren gebaseerd op beter geconserveerd materiaal dan Liodon anceps en gaven Liodon een wereldwijde verspreiding, waarbij materiaal werd toegewezen aan Liodon mosasauroides uit Frankrijk en Liodon sectorius uit New Jersey en Nederland. Een andere soort, Liodon asiaticum, werd in 1915 beschreven op basis van fragmentarische fossielen die in de buurt van Jeruzalem werden gevonden. Naast deze soorten zijn in het verleden ook losse tanden uit verschillende locaties, waaronder Polen, Nederland en Marokko, aan Liodon toegewezen.
In 1952 wees Camille Arambourg losse fossiele tanden, ontdekt in fosfaten uit het Maastrichtien van Marokko toe aan Mosasaurus (Leiodon) cf. anceps. Een beoordeling van het Marokkaanse mosasauriërmateriaal, uitgevoerd in 2015 door Nathalie Bardet en collega's, stelde vast dat er geen materiaal aanwezig was dat aan Liodon kon worden toegeschreven, waarbij de kleine tanden die door Arambourg aan Liodon anceps waren toegewezen, werden verwezen naar Eremiasaurus heterodontus en de grote tanden naar een nog niet beschreven soort van Prognathodon.
In 1993 voerde Theagarten Lingam-Soliar aan dat Liodon een apart geslacht was en definieerbaar vanwege zijn zeer gespecialiseerde tanden, die volgens Lingham-Soliar het waarschijnlijk de meest efficiënte bij de Mosasauridae maakten voor het afscheuren van brokken zachte prooien zoals vissen en andere zeereptielen. Lingham-Soliar suggereerde ook dat een skelet van een mosasauriër uit Anne Schulp et alii opnieuw toegewezen als soort van Prognathodon (2008). Deze nieuwe toewijzing volgde op de ontdekking dat het exemplaar van het type Liodon anceps momenteel al het tandmateriaal miste (en als gevolg daarvan al zijn zogenaamd diagnostische kenmerken), waardoor het een nomen dubium werd, en uit de beschrijving van de Prognathodon-soort Prognathodon kianda uit Angola. De tanden van Prognathodon kianda hadden een zeer vergelijkbare morfologie als die van de drie Liodon-soorten, wat betekent dat werd vastgesteld dat ze binnen het variatiebereik van het geslacht vielen. In 2014 hebben Palci et alii gesuggereerd dat Liodon synoniem zou moeten zijn met Mosasaurus aangezien de verschillen tussen de twee voornamelijk in de tandmorfologie liggen, en gering genoeg om ze  alleen op soortniveau te onderscheiden. Palci et alii opperden ook dat Liodon anceps en de drie soorten die in 2008 aan Prognathodon waren toegewezen, nauwer verwant waren aan elkaar en aan Mosasaurus dan aan Prognathodon, hoewel er geen formele taxonomische herzieningen werden aangebracht. Een analyse uit 2021 van het Liodon asiaticum-materiaal bepaalde dat Liodon asiaticum een nomen dubium was en herclassificeerde de fossielen ervan als Mosasaurini incertae sedis nadat was vastgesteld dat ze niet-diagnostisch waren en sterk op Mosasaurus en Plotosaurus leken.

## Beschrijving
De tanden wijzen op een dier met een lengte van twaalf meter. Bij de tanden is de voorste snijrand het sterkst ontwikkeld.

## Classificatie
Dale Russell classificeerde Liodon in 1967 binnen de stam Mosasaurini van de onderfamilie Mosasaurinae vanwege de grote gelijkenis van de fossielen van Liodon mosasauroides met Mosasaurus. In de loop van de late 19e en vroege 20e eeuw suggereerden verschillende onderzoekers, waaronder Albert Gaudry in 1892 en Per-Ove Persson in 1959, dat Liodon anceps (maar niet een van de andere soorten) verwant was aan het tylosaurine geslacht Hainosaurus. waarvan Russell ook geloofde dat het een mogelijkheid was.
Desondanks wordt Liodon traditioneel (met of zonder enige soort naast Liodon anceps) in stand gehouden in de Mosasaurinae vanwege de kleine verschillen die het scheiden van Mosasaurus. Schulp et alii zagen Liodon anceps als een basaal vertakkende naaste verwant van Prognathodon.